# Acopiara
Acopiara es un municipio brasileño del estado del Ceará, localizado en la microrregión de Sertão de Senador Pompeu, mesorregión de los Sertões Cearenses. Su población es de 48.795 habitantes.

## Geografía

### Clima
Tropical caliente semiárido con un promedio de lluvias media de 754,3 mm con lluvias concentradas de enero a abril.

### Hidrografía y recursos hídricos
Las principales fuentes de agua son el río Trussu, arroyos Quicoê, Carrapateiro, Madeira, Cunhapoti, Meru y Ererê.

### Relieve y suelos
Las principales elevaciones son las Sierras del Maia y del Flamengo.

### Subdivisión
El municipio tiene diez distritos: Acopiara (sede), Barra del Ingá, Ebron, Isidoro, Quicoê, Santa Felícia, Santo Antônio, San Paulinho, Solidão y Trussu.

### Vegetación
Compuesta por caatinga arbustiva abierta y vegetación caducifolia espinosa.

## Política
La administración municipal se localiza en la sede, Acopiara.